# کینو (خواننده)
کانگ هیونگ گو (کره‌ای: 강형구؛ زادهٔ ۲۷ ژانویه ۱۹۹۸) که بیشتر با نام هنری کینو (کره‌ای: 키노) شناخته می‌شود، خواننده، ترانه‌سرا، رپر، آهنگساز و دنسر اهل کره جنوبی است. او به عنوان یکی از اعضای گروه پسرانهٔ پنتاگون شناخته می‌شود که در سال ۲۰۱۶ زیر نظر کیوب انترتینمنت شکل گرفت. او موسیقی سولوی خود را از طریق ساوندکلاود تحت نام هنری Knnovation منتشر کرد.

## زندگی شخصی
کینو زادهٔ ۲۷ ژانویه ۱۹۹۸ در سونگنام، کره جنوبی است. او یک خواهر کوچکتر دارد. او زمانیکه کودک بود، برای سه ماه در فیلیپین زندگی کرد. او می‌تواند به سه زبان کره‌ای، ژاپنی و انگلیسی صحبت کند. او از دبیرستان هانلیم فارغ‌التحصیل شد و در سال ۲۰۱۷ در دانشگاه سجونگ پذیرفته شد. او در گروه پنتاگون، استاد رقص نامیده می‌شود.

## فیلم‌شناسی

### مجموعه تلویزیونی
| سال  | عنوان       | نقش          | توضیحات              | منابع |
| ---- | ----------- | ------------ | -------------------- | ----- |
| ۲۰۱۷ | دوران جوانی | حضور افتخاری | عضو گروه آیدل Asgard | [ ۵ ] |

### مجموعه اینترنتی
| سال  | عنوان     | نقش          | توضیحات | منابع |
| ---- | --------- | ------------ | ------- | ----- |
| ۲۰۲۰ | بیست بیست | حضور افتخاری |         | [ ۶ ] |

### ورایتی شو
| سال  | عنوان                          | شبکه             | توضیحات                                             | منابع         |
| ---- | ------------------------------ | ---------------- | --------------------------------------------------- | ------------- |
| ۲۰۱۶ | پنتاگون میکر                   | ام‌نت ام۲         | شرکت کننده                                          | [ ۷ ]         |
| ۲۰۱۸ | باس کینگ                       | بری تی‌وی         | عضو بازیگران، مجری، ۶ قسمت                          | [ ۸ ] [ ۹ ]   |
| ۲۰۱۹ | بوک‌مارک                        | GlanceTv         |                                                     | [ ۱۰ ]        |
| ۲۰۱۹ | جینی استیج                     | ام‌بی‌سی           | شرکت کننده                                          | [ ۱۱ ] [ ۱۲ ] |
| ۲۰۲۰ | کلاس آشپزی آیدل                | STATV            | به همره هویی، هونگ‌سوک و شین‌وون                      | [ ۱۳ ]        |
| ۲۰۲۱ | Follow Me - True to your taste | یوپلاس آیدل لایو | مجری به همراه ها سونگ-وون، کوان اون-بی و سونگ جی آه | [ ۱۴ ] [ ۱۵ ] |
| ۲۰۲۱ | هیدن: د پرفورمنس               | کاکائو تی‌وی      | مجری به همراه پیک‌بوی و جونگ سه-وون                  | [ ۱۶ ]        |
| ۲۰۲۲ | جاه‌طلب باش                     | ام‌نت             | شرکت کننده                                          | [ ۱۷ ]        |

### رادیو
| سال  | عنوان                           | نقش        | توضیحات                       | منابع |
| ---- | ------------------------------- | ---------- | ----------------------------- | ----- |
| ۲۰۲۰ | Kino's KiSingBooth (키Sing부스) | مجری رادیو | ۱۳ ژانویه ۲۰۲۰ – ۲۲ ژوئن ۲۰۲۰ |       |

### پادکست
| سال  | عنوان                     | پلتفرم                        | توضیحات                         | منابع  |
| ---- | ------------------------- | ----------------------------- | ------------------------------- | ------ |
| ۲۰۲۱ | UNBOXING w/ Jinjin & Kino | یوتیوب، اسپاتیفای، اپل پادکست | میزبان به همراه جین‌جین، ۱۲ قسمت | [ ۱۸ ] |